# Hermann von Berg-Perscheln
Hermann von Berg (* 5. Mai 1814 in Groß Borken; † 1. Mai 1880 in Perscheln, Kreis Preußisch Eylau) war ein preußischer Offizier, zunächst Leutnant d. R., und Landrat im Kreis Mohrungen (1851–1859), Provinz Ostpreußen.

## Leben
Seine Vorfahren entstammen der brandenburgisch-ostpreußischen Familie von Berg, die ursprünglich in der Uckermark begütert war und deren Mitglieder in Brandenburg-Preußen diverse Funktionen in Politik und Verwaltung wahrnahmen. Er selbst war der Sohn des langjährigen Ortelsburger Landrats Wilhelm von Berg (* 1774; † 1856) Besitzer des Rittergutes Perscheln und königlich-preußischer Hauptmann. Seine Mutter war Auguste von Oldenburg-Beydritten (* 1774; † 1818), die erste Ehefrau des Vaters. In zweiter Ehe verband sich Wilhelm von Berg mit Karoline von Mirbach (* 1793; † 1861). Hermann von Berg hatte einen bekannten Bruder Friedrich (Fritz), dieser erwarb 1863 Gut Markienen in Ostpreußen. Dessen Sohn Friedrich von Berg-Markienen wurde später Adelsmarschall, Kommendator des Johanniterordens und zwischen 1916 und 1918 Chef des Geheimen Zivilkabinetts von Kaiser Wilhelm II.
In den Jahren 1852 bis 1858 und erneut 1866 bis 1870 war Hermann von Berg unter dem parlamentarischen Namen Hermann von Berg-Perscheln Mitglied des Preußischen Abgeordnetenhauses in der konservativen Fraktion. Später war er Hauptmann a. D.
Hermann von Berg war aktiver Christ und wurde 1858 zum Ehrenritter des Johanniterordens ernannt. Auf seinem Gut fanden auch öffentliche Konferenzen der Evangelischen Kirche statt. Wenige Jahre danach stellte er sich den Wahlen der Generalsynode. Bereits 1868 beteiligte sich der Landrat mit weiteren Honoratioren an der Gründung des Hilfsvereins für Ostpreußen.
Seine eigene Familie gründete Hermann von Berg-Perscheln 1839 in Beisleiden mit Laura von Altenbockum (* 1813; † 1903), Tochter der Charlotte von Billerbeck und des ostpreußischen Gutsbesitzers und Offiziers Adolf Friedrich Gebhard von Altenbockum. Laura und Hermann hatten einen Sohn Botho von Berg (* 1843; † 1881), der Offizier wurde und wiederum Klara von Czarnowska ehelichte und einen Sohn bekam. Erbe von Perscheln wurde der älteste Enkel Hermann jun. von Berg (* 1874; † 1946). Tochter Ida von Berg-Perscheln heiratete den späteren General Otto von Derenthall.
Seine Urenkeltochter Erika von Berg heiratete in Perscheln den Widerstandskämpfer Albrecht von Hagen.